# Game & Wario
Game & Wario (da cui il titolo è un gioco di parole, unendo la gamma Game & Watch e il nome di Wario) è l'ottavo videogioco della serie Wario Ware per Nintendo Wii U pubblicato nel 2013. A differenza dei capitoli precedenti della serie, il videogioco si suddivide in ulteriori minigiochi racchiusi in 16 titoli (quattro dei quali da giocare in 2 o più giocatori), controllabili solo con il Wii U Game Pad.

## Trama
Un giorno Wario stava guardando la TV, finché scoprì tramite un telegiornale dell'arrivo di una nuova console videoludica casalinga (il cui design è molto simile a quello della Wii U) da utilizzare con il supporto di due schermi: quello della TV e quello del Gamepad controllabile. Assetato così dal desiderio di guadagnare denaro come al solito, Wario, ricordandosi di essere il presidente dell'azienda di videogiochi rompicapo Wario Ware Inc., decise di collaborare con i suoi amici per la creazione di un nuovo titolo fantastico e divertente.

### Personaggi
- Wario
- Mona
- Jimmy T.
- Kat e Ana
- Cricket e Mantis
- 9-Volt e 18-Volt
- Dr. Crygor
- Ashley e Red
- Dribble e Spitz
- Capitano Wario
- Orbulon
- Penny
- Mike
- Fronk